# Salto Encantado
El Salto Encantado es un complejo turístico ubicado en el Municipio de Salto Encantado, Salto Encantado, en el departamento misionero de Cainguás. Se encuentra dentro del Parque provincial Salto Encantado del Valle del Arroyo Cuñá Pirú, un área protegida de 13.227 hectáreas.

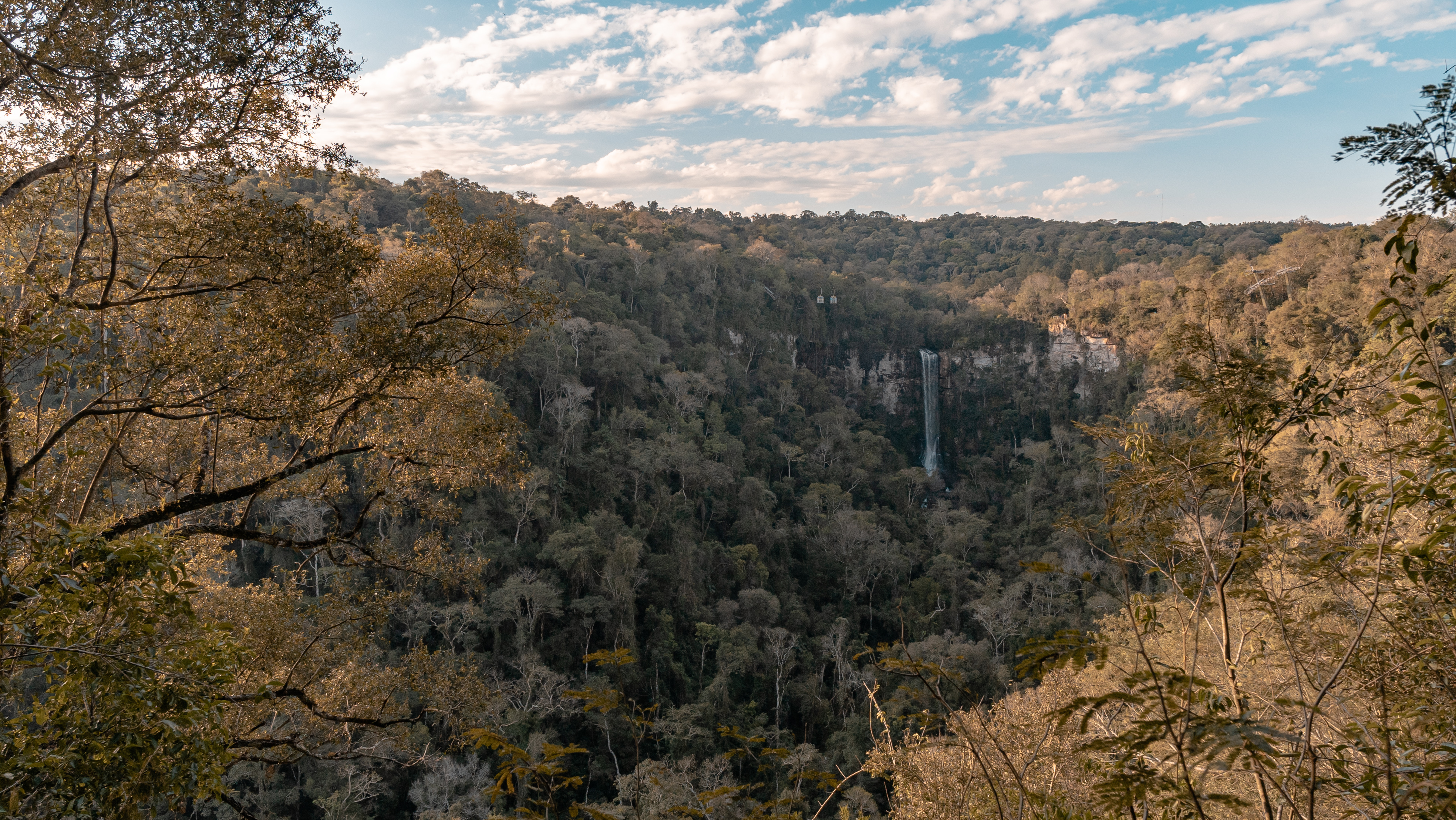
Vista del salto, 2020.

Los saltos tienen una altura de entre 64 metros, y la profundidad que tiene el piletón natural alcanza los 3 m.
Para llegar deben recorrerse ocho kilómetros por la Ruta Nacional 14 desde Aristóbulo del Valle en dirección a San Vicente hasta llegar al Municipio de Salto Encantado, desde allí hay que tomar la Ruta Provincial 220 y conducir 4.5 km. En el lugar hay un restaurante. En la zona hay áreas de camping.
Es el primer salto natural en la Provincia de Misiones con iluminación nocturna y el acceso a ella es por la Ruta Provincial 220, pavimentada y bien señalizada.